# Banton
Banton (Bayan ng Banton) är en kommun i Filippinerna. Kommunen tillhör provinsen Romblon och ligger på ön med samma namn. Folkmängden uppgår till 6 799 invånare.

## Barangayer
Banton är indelat i 17 barangayer.
| - Balogo - Banice - Hambi-an - Lagang - Libtong - Mainit - Nabalay - Nasunogan - Poblacion | - Sibay - Tan-Ag - Toctoc - Togbongan - Togong - Tungonan - Tumalum - Yabawon |